# Lou! Journal infime
Lou! Journal infime is een Franse komische film uit 2014, geregisseerd en geschreven door Julien Neel. De film is gebaseerd op het gelijknamige stripverhaal uit de stripreeks Lou! van Julien Neel.
De film ging in première op 24 augustus op het Festival du film francophone d'Angoulême.

## Verhaal
Lou is een creatief twaalfjarig meisje dat alleen woont met haar moeder Emma. Emma houdt zich vooral bezig met de opvoeding van haar dochter en haar hobby, videospellen. Lou’s zorgeloos leventje neemt een wending als ze verliefd wordt op de buurjongen Tristan, een romantische jongen die gitaar speelt. Bovendien begint ook Emma een amoureuze relatie.

## Rolverdeling
| Acteur           | Personage          |
| ---------------- | ------------------ |
| Lola Lasseron    | Lou                |
| Ludivine Sagnier | Emma, Lou’s moeder |
| Kyan Khojandi    | Richard            |
| Nathalie Baye    | Lou’s grootmoeder  |
| Julie Ferrier    | Sophie             |
| Eden Hoch        | Mina               |
| Joshua Mazé      | Tristan            |

## Productie
In september 2013 werd bekendgemaakt dat het stripverhaal van Lou! zou verfilmd worden. Het filmen begon op 28 oktober 2013 in de studio’s te Bry-sur-Marne en in Parijs en eindigde op 17 januari 2014.
. 